# 本維爾

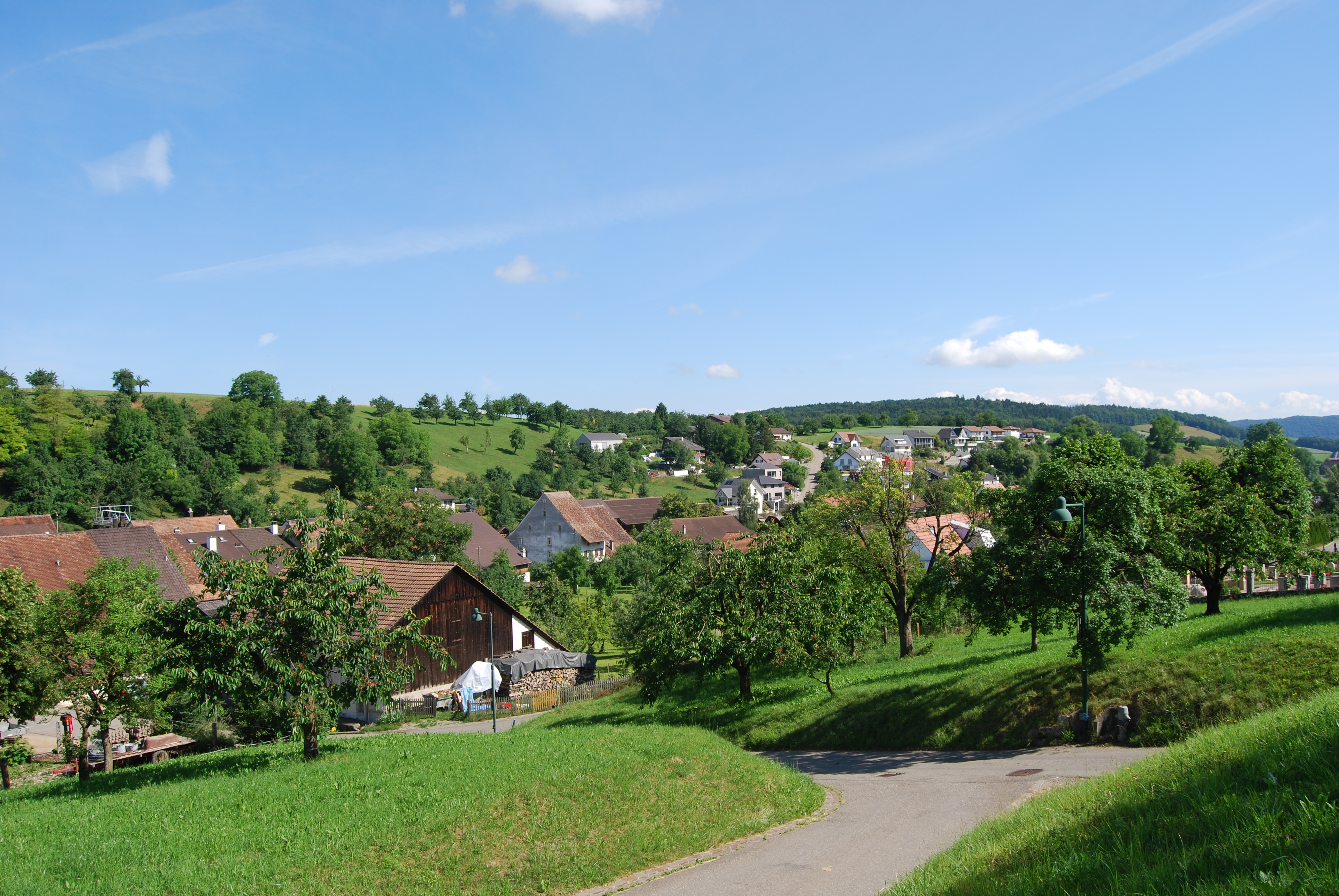

本維爾（德语：Bennwil）是瑞士的城鎮，位於該國北部，由巴塞爾鄉村州負責管轄，面積6.51平方公里，海拔高度515米，2012年人口647，七成人口信奉基督教，人口密度每平方公里99人。